# Dichrorampha simpliciana
Dichrorampha simpliciana là một loài bướm đêm thuộc họ Tortricidae. Nó được tìm thấy ở châu Âu và Cận Đông.
Sải cánh dài 12–16 mm. Con trưởng thành bay từ tháng 5 đến tháng 9. .
Ấu trùng ăn Artemisia vulgaris.